# Ruud van der Rijt
Ruud van der Rijt (Nijnsel, 17 november 1988) is een Nederlands voormalig voetballer. De verdediger begon bij VV Nijnsel maar maakte al op jonge leeftijd de overstap naar de jeugdopleiding van FC Eindhoven. Voor die club maakte hij op 24 november 2006 zijn debuut in het betaald voetbal in de thuiswedstrijd tegen Helmond Sport. Ruud van der Rijt tekende op 24 januari 2012 een contract bij Willem II voor drie seizoenen. In mei 2013 heeft Van der Rijt zijn carrière gedwongen moeten beëindigen: de blessure aan zijn knie was door de dokters als ongeneesbaar verklaard. Hij wilde proberen zijn voetbalcarrière te redden, maar ook Belgische specialisten zeiden hem dat het geen zin meer had. Sindsdien heeft Van de Rijt een functie binnen Willem II. Van de Rijt was hoofdcoach van De Valk, RPC Eindhoven en rkvv Nuenen.

## Carrière
| 2006/07 | FC Eindhoven | 10  | 0 | Eerste divisie |   |   |   |   |   |
| 2007/08 | FC Eindhoven | 28  | 2 | Eerste divisie |   |   |   |   |   |
| 2008/09 | FC Eindhoven | 14  | 0 | Eerste divisie |   |   |   |   |   |
| 2009/10 | FC Eindhoven | 30  | 3 | Eerste divisie |   |   |   |   |   |
| 2010/11 | FC Eindhoven | 31  | 0 | Eerste divisie |   |   |   |   |   |
| 2011/12 | FC Eindhoven | 10  | 1 | Eerste divisie |   |   |   |   |   |
| 2011/12 | Willem II    | 14  | 0 | Eerste divisie |   |   |   |   |   |
| 2012/13 | Willem II    | 4   | 0 | Eredivisie     |   |   |   |   |   |
| 2013/14 | Willem II    | 0   | 0 | Eerste divisie |   |   |   |   |   |
| Totaal  | Totaal       | 141 | 6 | 6              | 6 | 6 | 6 | 6 | 6 |

- Bijgewerkt tot 26 aug 2012 19:42 (MEZT)